# Стрептолирион вьющийся
Стрептолирион вьющийся (лат. Streptolirion volubile) — вид растений рода Стрептолирион семейства Коммелиновые (Commelinaceae).

## Морфология
Однолетняя лиана высотой до 1—1,5 м Стебли голые. Листья с волосистыми влагалищами 1—2 см длиной, почти голыми черешками 3—6 см длиной и глубокосердцевидными, заострёнными на верхушке пластинками 3—8 см длиной и 2,5 см шириной.
Цветки мелкие, расположены по два-три на общих пазушных цветоносах; околоцветник двойной, состоит из трёх чашелистиков 3—3,5 мм длиной и трёх белых лепестков, венчик 5—6 мм в диаметре. Плод — коробочка 7—10 мм длиной, с носиком, голая или коротковолосистая.

## Распространение
Был обнаружен на крайнем юге Приморского края лишь в начале 1980-х годов. За пределами России распространён в Японии, Китае, Южной и Юго-Восточной Азии, Гималаях.

## Экология
Растёт в лесах, среди кустарников, на лесных опушках. Цветёт в конце лета — начале осени.

## Таксономия и систематика

### Подвиды
- Streptolirion volubile subsp. khasianum (C.B.Clarke) D.Y.Hong (1974)

Streptolirion volubile var. khasianum C.B.Clarke (1881)
- Streptolirion volubile Edgew. (1845) subsp. volubile

Streptolirion duclouxii H.Lév. & Vaniot (1908)
Streptolirion mairei H.Lév. (1912)
Streptolirion volubile subsp. subalpinum C.Y.Wu (1983)